# Augustinho Petry
Dom Augustinho Petry ComMM • ComMD (São José, 29 de agosto de 1938) é um bispo católico da Diocese de Rio do Sul.
A ordenação presbiteral ocorreu em 4 de julho de 1965. Eleito bispo em 27 de dezembro de 2000, recebeu a ordenação episcopal no dia 18 de março de 2001, das mãos de Dom Geraldo do Espírito Santo Ávila, sendo concelebrante o Cardeal Dom Eusébio Oscar Scheid e Dom Vito Schlickmann.
À frente do Ordinariado Militar do Brasil, o bispo foi pessoalmente condecorado em diferentes ocasiões, com a Ordem do Mérito Militar no grau de Comendador especial em 2002 e com a Ordem do Mérito da Defesa no grau de Comendador suplementar em 2005, concedidas respectivamente pelos presidentes Fernando Henrique Cardoso e Luiz Inácio Lula da Silva.

## Episcopado
- 18 de março de 2001 – Bispo Auxiliar do Ordinariado Militar do Brasil
- 14 de novembro de 2007 – Bispo Coadjutor de Rio do Sul
- 19 de março de 2008 – Bispo da Diocese de Rio do Sul.

Durante a 49ª Assembleia dos Bispos do Brasil em Aparecida, no dia 10 de maio de 2011, foi eleito secretário do Regional Sul-4 da Conferência Nacional dos Bispos do Brasil.

## Ordenações episcopais
Dom Pio foi concelebrante principal de:
- Dom Mário Marquez